# Conflicto indo-pakistaní de 2019
El conflicto entre India y Pakistán 2019  es un enfrentamiento militar en curso en Cachemira y sus regiones vecinas.
El 14 de febrero, 40 miembros de la Fuerza de Policía de la Reserva Central de la India murieron en un atentado suicida perpetrado por un militante de Jammu y Cachemira. El grupo militante con sede en Pakistán Jaish-e-Mohammed se responsabilizó del ataque. El gobierno de Pakistán condenó el ataque y negó cualquier participación.
El 26 de febrero, la Fuerza Aérea de la India realizó ataques aéreos sobre la Línea de Control (LOC) en Cachemira, los primeros ataques de este tipo desde la Guerra Indo-pakistaní de 1971. El gobierno de la India declaró que había atacado un campo de entrenamiento terrorista y afirmó que habían matado a varios militantes. Esta afirmación fue disputada por los residentes locales del área objetivo, y por el ejército paquistaní, que declaró que no hubo víctimas.
Los días 26 y 27 de febrero, India y Pakistán intercambiaron disparos a través del LOC. Diez soldados indios resultaron heridos en las escaramuzas. Cuatro civiles pakistaníes murieron en los bombardeos.
El 27 de febrero, Pakistán realizó ataques aéreos en Cachemira administrada por la India. India dijo que los ataques aéreos no causaron víctimas ni daños. Pakistán afirmó que dos aviones indios fueron derribados sobre el espacio aéreo paquistaní y que un piloto fue capturado. India dijo que solo un MiG-21 se perdió y exigió la devolución del piloto. India afirmó haber derribado un F-16 paquistaní, pero Pakistán lo negó. El 28 de febrero, Pakistán dijo que liberaría al piloto indio, que fue liberado el 1 de marzo. Esta fue la primera incursión aérea desde que los dos países consiguieron armas atómicas en los años 1990.

## Contexto
India y Pakistán son enemigos desde hace varias décadas. Han sostenido guerras, conflictos y varios enfrentamientos militares. Las raíces del conflicto son complejas, pero se han centrado principalmente en el estado de Cachemira. Tras la partición de la India de 1947, los recién formados Pakistán e India se pelearon por el estado principesco de Jammu y Cachemira, cuyo estatus no fue aclarado durante la partición, lo que degeneró en la guerra de 1947. El problema se reveló intratable y llevó a una nueva guerra en 1965 y a otro conflicto en 1971. Ambas son naciones con armas nucleares desde la década de 1990, lo que puede haber servido para limitar la gravedad de la guerra de Kargil de 1999.

## Eventos militares

### Ataque de Pulwana
El enfrentamiento militar indo-paquistaní de 2019 comenzó a mediados de febrero de 2019, cuando un carro bomba conducido por un terrorista suicida de Jaish-e-Mohammed mató en Awantipora, en Pulwama, a 40 soldados indios de un convoy de la Policía de la Reserva Central. Fue el ataque más letal contra las fuerzas indias por la insurgencia antiindia en Cachemira. India respondió bombardeando lo que identificó como un campo terrorista en la provincia pakistaní de Khyber Pakhtunkhwa.

### Bombardeo de Balakot
Fue un ataque ocurrido el 26 de febrero de 2019 en el distrito de Mansehra, en Pakistán. Ese día, doce Mirage 2000 de la Fuerza Aérea India cruzaron la Línea de control en Cachemira para bombardear un campo de entrenamiento de la organización islamista Jaish-e-Mohammed. Es la primera vez desde la guerra de 1971 que la aviación india supera la línea de control de Cachemira. También, es la primera incursión aérea de uno de sus Ejércitos desde que ambos países adquirieron armas nucleares en los años 1990.